# Pointe du Midi (massif du Chablais)
Pour les articles homonymes, voir Pointe du Midi.
La pointe du Midi est une montagne des Alpes, dans le massif du Chablais, sur la frontière entre la France et la Suisse, au-dessus de Morgins et de Châtel.
Culminant à 1 850 mètres d'altitude, le sommet est accessible par un sentier de randonnée depuis le pas de Morgins à l'est,.